# Saint-Armel (Morbihan)
Saint-Armel is een dorp en gemeente in Frankrijk, in Bretagne.

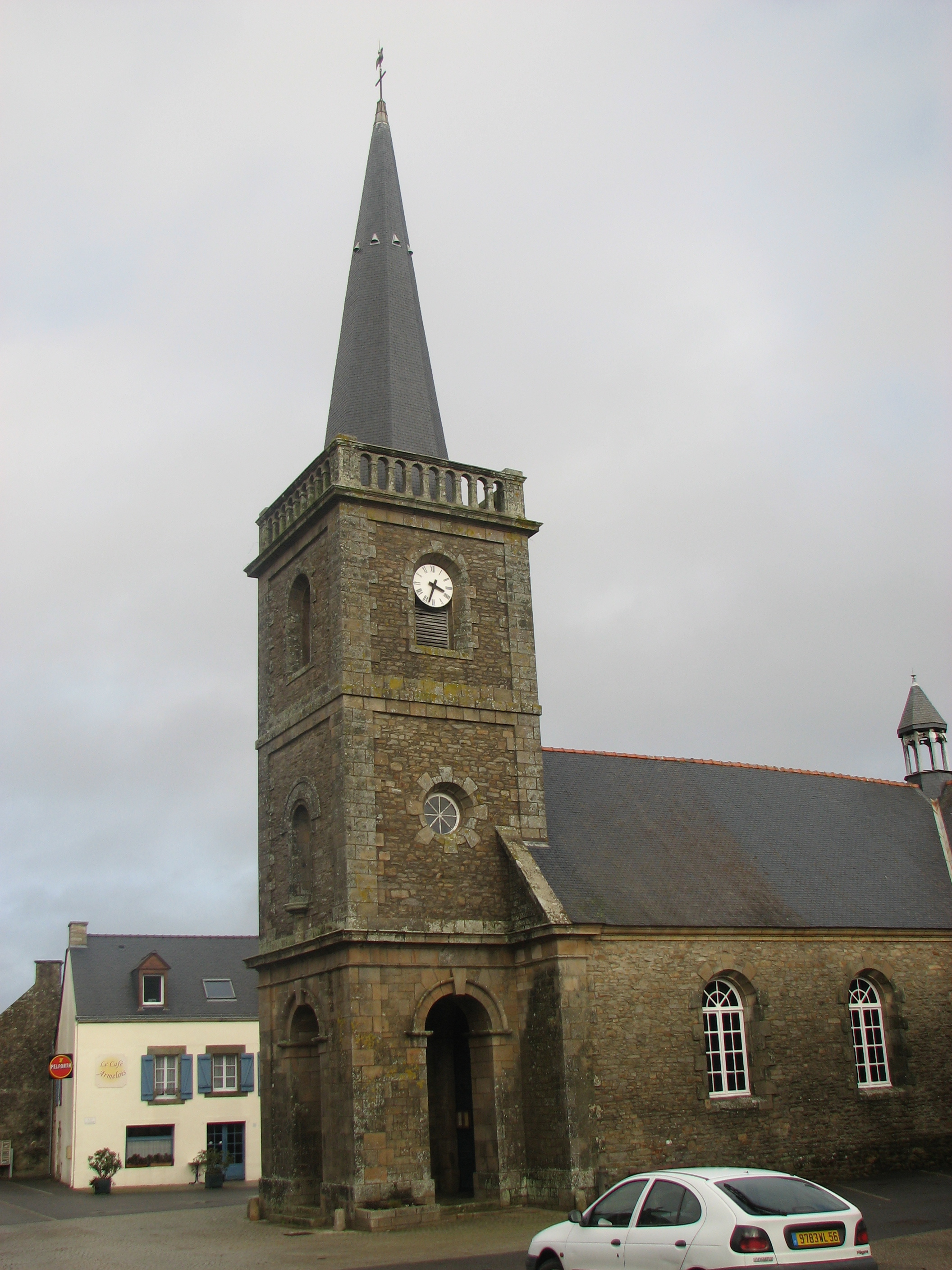
kerk van Saint-Armel

## Geografie
Het ligt aan oostelijke oever van de Golf van Morbihan, een aantal kleine eilanden behoren tot het grondgebied van de gemeente.
De onderstaande kaart toont de ligging van Saint-Armel (Morbihan) met de belangrijkste infrastructuur en aangrenzende gemeenten.

## Demografie
Onderstaande figuur toont het verloop van het inwonertal, bron: INSEE-tellingen. 

1. ↑  Populations de référence 2022.